# O Su-cheol
O Su-cheol (오수철?; Gunsan, 1917 – 1995) è stato un cestista sudcoreano.

## Carriera
Con la Corea del Sud ha disputato i Giochi olimpici di Londra 1948.